# 楢山节考 (1983年电影)
《楢山節考》是一部由日本導演今村昌平拍攝的影片，參與電影主演的為日本影星緒形拳。本片在1983年於日本上映，榮獲第36屆坎城影展金棕櫚獎，並獲得各界廣泛的討論，成為一部經典影片。

## 故事概述
劇情描写在日本信州深山中的一个贫穷小村子，由于贫困而沿袭下来了一种抛弃老人的传统－就是所有活到70岁的老人，不管是否依舊身體硬朗，只要到這個年紀就要被家人背到楢山上丢弃，以節省糧食的支出。
男主角69岁的母親阿玲婆离上楢山日子不远了，可是她的身体仍然硬朗，这样的状况让她很苦恼。因为担心长子辰平像他父亲那样不敢背母亲上山而惹人嘲笑，阿玲婆故意敲掉自己还很结实的门牙。
清晨，辰平背着阿玲婆走上了楢山，山上白骨成堆。辰平忍痛告别了妈妈，返回村子。天上下起了大雪，阿玲婆在山上默默的等待着死亡。

## 逸聞
當初東映雖然讓本片參加坎城影展，但工作人員（包含導演）幾乎都不抱得獎期待，因此只有電影製片日下部五朗與女主角坂本スミ子兩人出席（兩人還是搭經濟艙前往法國）。結果卻大爆冷門，擊敗聲勢看好的《俘虜》，拿下金棕榈奖。

## 外部連結
- The Ballad of Narayama (1983) （页面存档备份，存于） at Rotten Tomatoes
- Canby, Vincent. . The New York Times. 1984-04-09  [2007-11-29]. （原始内容存档于2012-03-04） （英语）.
- Hung, Lee Wood.  (PDF). Studies In Comparative Culture. 2007, (75): 55–61  [2007-11-29]. （原始内容存档 (PDF)于2011-05-11） （日语及英语）.
- Hung, Lee Wood.  (PDF). Asian Cinema (Pennsylvania: Asian Cinema Studies Society). May 2003, 14 (1): 146–166  [2007-11-29]. （原始内容存档 (PDF)于2011-05-11） （英语）.
- .   [2007-11-29]. （原始内容存档于2019-07-17）.
- 互联网电影数据库（IMDb）上《楢山节考》的资料（英文）
- 豆瓣电影上《楢山节考》的資料 （简体中文）

1. . eresources.nlb.gov.sg.   [2024-06-12]. （原始内容存档于2024-06-12）.